# Iglesia de Santa Colomba (Ger)
La iglesia de Santa Coloma de Ger es una iglesia románica de Cataluña que se encuentra en el municipio de Ger, perteneciente a la comarca de la Baja Cerdaña.
La iglesia parroquial de Santa Coloma, fue una posesión del monasterio de San Miguel de Cuixá. En la actualidad, de la época románica solamente queda los herrajes de ornamentación de las puertas. Toda ella ha estado reconstruida, conservando la portada de poniente de mediados del siglo XVIII, realizada con mármol de Isòvol y con representaciones esculpidas de un cazador con sus perros.
La Virgen de Ger, es una talla románica del siglo XII perteneciente a esta iglesia que se guarda en el Museo Nacional de Arte de Cataluña en Barcelona.